# اندیس چاه سفید
چاه سفید یک اندیس فلزی است که در حوالی شهر شمشیر آباد استان کرمان قرار دارد و مادهٔ معدنی موجود در آن، آهن است.  